# Тедре
Тедре (ест. Tedre), також Тедрекюля, Тедрекюла — село в Естонії, входить до складу волості Меремяе, повіту Вирумаа.